# Hvitramannaland

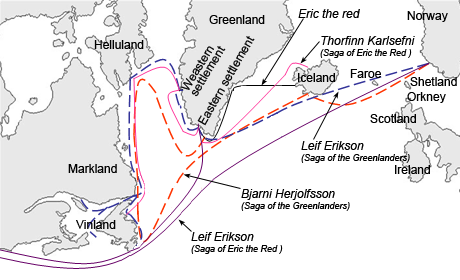
Différentes routes de navigation vers le Groenland, le Vinland (Terre-Neuve),etc. parcourues par différents personnages vikings dans les sagas islandaises, principalement la saga d'Erik le Rouge

Le Hvitramannaland (littéralement : « terre de l'homme blanc »), également désigné sous le nom de Grande-Irlande (en vieux norrois : Írland hið mikla ou Írland it mikla ), désignée en latin sous les noms d'Hibernia Major et d'Albania, est un territoire non localisé situé à l'ouest du Groenland, dans la région du Vinland. Son existence, rapportée par plusieurs Scandinaves de l'âge des Vikings est douteuse, et il pourrait s'agir d'une île fantôme. 
Le Hvitramannaland serait un pays où existeraient des personnes dont les « cheveux étaient blonds et la peau blanche comme la neige ».
Les voyages du navigateur irlandais saint Brendan au VIe siècle sont célèbres durant l'âge des Vikings et l'île de Saint-Brendan à l'ouest de l'océan Atlantique demeure un mythe important au Moyen Âge dans toute l'Europe.

## Récits

### Saga Eyrbyggja
La saga Eyrbyggja est une saga d'auteur inconnu préservée dans deux manuscrits des XIIIe et XIVe siècles. Elle comporte plusieurs références à la colonisation du Groenland et du Vinland. Elle mentionne le voyage en Guðleifr Guðlaugsson et de son équipage qui ont embarqué à Dublin en 1029 pour l'Islande mais furent drossés par la mer vers le Hvitramannaland (ou Grande-Irlande). Ils débarquèrent sur cette terre qu'ils trouvèrent grande, puis des habitants apparurent, vinrent vers eux et les menacèrent en parlant une langue qui semblait être de l'irlandais. Un homme parmi eux calma la foule et s'adressa aux Vikings en islandais. Cet homme leur demanda des nouvelles de Borgarfjord et Breidafjord en Islande. Il ne révéla point son identité mais les marins vikings firent le rapprochement avec Bjorn Breidavik exilé d'Islande trente ans plus tôt.

### Saga d'Erik le Rouge
La Saga d'Erik le Rouge mentionne également la terre des hommes blancs que les habitants vikings du Markland signale à Thorfinn Karlsefni. Selon le texte, les Vikings aperçurent cinq Skraelings, un homme barbu, deux femmes et deux enfants. Ils réussirent à capturer les enfants qui leur apprirent qu'en face de leur terre, vivaient des gens, habillés de vêtements blancs, poussant de grands cris, gesticulant avec de longues perches, et portant des franges. Ce devait être le Hvitramannaland.

### Landnámabók
Selon le Landnámabók, Ari Marsson a fait voile durant six jours vers l'ouest depuis l'Irlande. Ce voyage est supposé avoir eu lieu vers l'an 983. Il découvre une terre qu'il nomme Grande-Irlande et serait située à l'ouest de l'océan Atlantique, non loin du Vinland.